# Grigori Maksimov
Pour les articles homonymes, voir Maksimov.
Grigori Petrovitch Maksimov (en russe : Григорий Петрович Максимов ; 10 novembre 1893- 16 mars 1950), pseudonyme Lapote, est un agronome, anarcho-syndicaliste russe, né dans l'oblast de Smolensk. Maksimov a fait partie de la Nabat, un mouvement (un « cartel » selon Daniel Guérin) anarchiste russe qui critiquait vivement, dès septembre 1920, le monopole bolchévique sur le pouvoir et ses erreurs.

## Biographie
Né à Smolensk, il étudie à l'école de théologie du séminaire Vladimir, puis à l'école d'agriculture de Saint-Petersbourg où il obtient un diplôme d'agronome. Il milite dans l'anarchisme depuis 1912 sous le pseudonyme de Lapote. Opposé à la Première Guerre mondiale, il s'enròle en 1915 dans l'armée afin d'y faire de la propagande révolutionnaire parmi les soldats.
Pendant la révolution d'octobre, il participe au mouvement de grève et aux combats dans Pétrograd. En 1918, il est élu député provincial des soviets des usines de Pétrograd. Il est aussi choisi délégué avec cinq autres compagnons au premier congrès syndical. Il collabore à la rédaction du journal moscovite Golos Truda, organe anarchosyndicaliste de la Confédération Nabat. Il écrit aussi dans le bulletin Nouvelles des employés postaux. En tant que membre du secrétariat de Nabat, il est ensuite un des rédacteurs de Volny Golos Trudá.
Entre 1918 et 1921, il est emprisonné au moins à six reprises par les bolcheviques. En 1919, après s'être enrôlé volontairement dans l'Armée rouge pour combattre l'Armée blanche, il est emprisonné à Jarkov pour avoir refusé de désarmer le peuple. Avec d'autres anarchistes, il est emprisonné à la prison de Taganka (de) le 8 mars 1921 par la Tchéka. Il est condamné à mort pour avoir fait de la propagande anarchosyndicaliste. Après une grève de la faim, il parvient à attirer l'attention sur son sort et celui de ses compagnons lors du Congrès international syndical rouge. Il est libéré et expulsé de Russie en septembre 1921 avec dix autres anarchistes parmi lesquels figurent Voline et Fanny Baron.
Réfugié à Berlin, Maksimov fonde en 1922 le siège de la Confédération Anarchosyndicaliste à l'Étranger venant en aide aux anarchistes emprisonnés en Russie. Il publie le journal Rabotchy Put, ce qui entraîne son expulsion d'Allemagne le 5 février 1922. Il part à Paris avec sa compagne Olga où il participe à la rédaction du journal Dielo Trouda. Olga, qui avait rencontré Maksimov à Jarkov en 1917, avait été condamnée par le tsarisme à huit ans de travaux forcés pour avoir diffusé de la littérature subversive, mais en raison de son jeune âge sa peine fut commuée en exil dans la province de Kansk (Sibérie).
En 1925, le couple émigre aux États-Unis et s'établit à Chicago. Ils y éditent le journal Golos Trúzhenika. Maksimov écrit plusieurs ouvrages sur son expérience soviétique et les théories anarchistes. Il collabore aussi au journal yiddish Freie Arbeiter Stimme, au journal anrchosyndicaliste Dielo Trudá Probuzdenie. Maksimov écrit le livre Comment et pourquoi les Bolcheviks ont expulsé les anarchistes de Russie. Il publie au Royaume-Uni et aux États-Unis.
En 1940, il publie son livre le plus connu, The Guillotine at Work: The leninist counter-revolution qui traite de la répression bolchevique contre les révolutionnaires durant la révolution russe de 1917. Maksimov, de même qu'Otto Rühle, affirme que Lénine est le premier théoricien fasciste et que le marxisme-léninisme, malgré son apparence de doctrine révolutionnaire est en réalité contre-révolutionnaire. Pour Maksimov, Staline n'a fait que suivre le chemin indiqué par Lénine.
Il meurt d'un infarctus à New York le 16 mars 1950.

## Œuvres
en russe
- Mi credo (1923)
- En guise de programme (Berlin, 1922)
- Conversation avec Bakounine sur la révolution , 1934.
- Pourquoi et comment les bolchéviques déportent les anarchistes (Berlin, 1922)

en français
- Maximoff, L’anarchisme constructif, 1927.
- Grégori P. Maksimov, Kropotkine et son enseignement, 1931.
- G.P Maximoff, Pourquoi et comment les bolchéviques déportent les anarchistes (traduit du russe), Berlin, 1922.
- Maximov ou Maksimov selon les éditions, Programme anarcho-syndicaliste, Chicago.
- Gregori Petrovitch Maximoff, Les syndicalistes révolutionnaires dans la Révolution russe, in La Guillotine au travail, 1940, [lire en ligne].
- G. P. Maximov, Théorie générale de la révolution / Michel Bakounine, textes assemblés et annotés par Étienne Lesourd, Paris, Les Nuits rouges, 2001, 383 p.  (ISBN 2-913112-02-1), extraits en ligne.

en anglais
- Golos Truda (The Voice of Labor) quotidien des russes exilé-e-s.
- Le bolchévisme : promesse et réalité (Glasgow, 1937)
- Lenin's terror within the Party 1940
- Syndicalists in the Russian Revolution
- The Guillotine at Work : Twenty Years of Terror in Russia about Bolshevik repression of anarchists and syndicalists after the Russian Revolution, (Chicago, 1940)
- The political Philosophy of Bakunin : Scientific Anarchism. Compilé et édité par G.P. Maximoff. Préface de Bert F. Hoselitz.introduction de Rudolf Rocker. (ou Maksimov selon les réédition par exemple : free press, 1953)